# 霍普韋爾章克申 (紐約州)
霍普韋爾章克申（英語：Hopewell Junction）是位於美國紐約州達奇斯縣的普查規定居民點。

## 人口
根據2020年美國人口普查的數據，霍普韋爾章克申的面積為1.93平方千米，皆為陸地。當地共有人口1330人，而人口密度為每平方千米689.12人。